# Дијана (тврђава)
Дијана је стари утврђени град на обали Дунава.
Налази се у Караташу, испод саме хидроелектране Ђердап I. Тврђава је подигнута као једна од база за Дачке ратове и обезбеђивање пловидбе Дунавом. Данас има остатака утврђења, а унутар самог локалитета се спроводе археолошка истраживања. Дијана је археолошко налазиште од изузетног значаја, и као такво је под заштитом Републике Србије.

## Историја
Тврђава је подигнута крајем 1. века, за владавине цара Трајана, током његових припрема за освајање Дакије (тзв. Дачки ратови). Поред тога тврђава је обезбеђивала канале којима је омогућена пловидба Дунавом, јер су обилазили катаракте. Своју прву обнову је доживела у 3. веку, док је почетком 4. века добила два нова бедема који су се спуштали до Дунава.
Готи су је приликом свог похода на Балкан делимично спалили 378. године, након чега је обновљена као једна од заштитних царских утврда на Дунаву од упада варвара. Међутим Хуни је 443. године поново уништавају. У склопу великих освајања и обезбеђења простора Византије која су предузета за владавине Јустинијана, Дијана је поново обновљена почетком 6. века. Свој коначни слом тврђава је доживела 596. године током Словенско-аварске провале на Балканско полуострво.

## Изглед
Тврђава има основу заобљеног правоугаоника у коме су јужна и северна страна краће и са кулама постављеним у његовим теменима. Поседовала је четири капије (на свакој страни по једну) ојачане полукружним кулама, осим капије на северној страни (окренутој ка Дунаву), коју су чувале две обичне тростране квадратне куле. Поред кула у склопу капија и оних у теменима основе бедеми су били ојачани са по две куле на јужној и северној односно са по три куле на источној и западној страни утврђења. Куле у теменима јужне стране као и полукружне куле у склопу јужне капије биле су нешто веће и тврђе од оних на северној страни јер је са копнене стране Дијани претила највећа опасност.
Правоугаона основа је почетком 4. века проширена са додатна два бедема који су се спуштали ка Дунаву и на чијим су се крајевима налазила по једна кула. Први бедем се из северозападног темена настављао као продужетак западног бедема право ка Дунаву (попут проширења у Кладову (Фетисламу)), док се други из североисточног темена пружао ка североистоку. Током истраживања у спољњем делу тврђаве ка Дунаву (између два додатна бедема) откривени су и остаци гробнице.

## Археолошка открића
Током археолошких истраживања локалитета, поред остатака утврде откривени су и остаци неколико зграда у њеној унутрашњости.
1. Вишебродна грађевина са апсидом која је имала подно грејање
2. Хореум
3. Принципијум, датиран у период 1-2. века
4. Војне бараке, датиране у период 3-4. века
5. Лалрина односно канализациони одвод, датиран у период 1-2. века
6. Капија првобитног каструма